# Common Mode Failure
Common Mode Failure (CMF; deutsch Gleichartiger Fehler) ist ein Anglizismus aus der Europäischen Norm EN ISO 12100-1 und bezeichnet in der Risikoanalyse den Ausfall von mehreren gleichartigen Komponenten oder Endgeräten auf die gleiche Weise, deren Versagen zu einem Schadensereignis führen.
Der Begriff CMF wird als Unterart eines Common Cause Failure (Versagen aufgrund gemeinsamer Ursache) verstanden, diese Begriffe werden oft im Kontext der ISO 26262 in der Automobilindustrie verwendet.
Hiervon zu unterscheiden sind auch Kaskadenfehler, wenn eines der Glieder in einer kaskadierten (hintereinander angeordneten) Kette von Bauelementen nicht ordnungsgemäß funktioniert und dieser Fehler die Funktion der gesamten Kette tangiert.
Ein Beispiel für CMF sind Netzstörungen, worunter alle Einflüsse (z. B. Rückkopplungen) zusammengefasst werden, die von den Lastströmen auf dem Wege von der Spannungsquelle zum Verbraucher in Verbindung mit den Impedanzen im Netzwerk ausgehen und sich auf die Netzspannung am Ausgangspunkt auswirken. 